# Antoni Ponç i Piquer

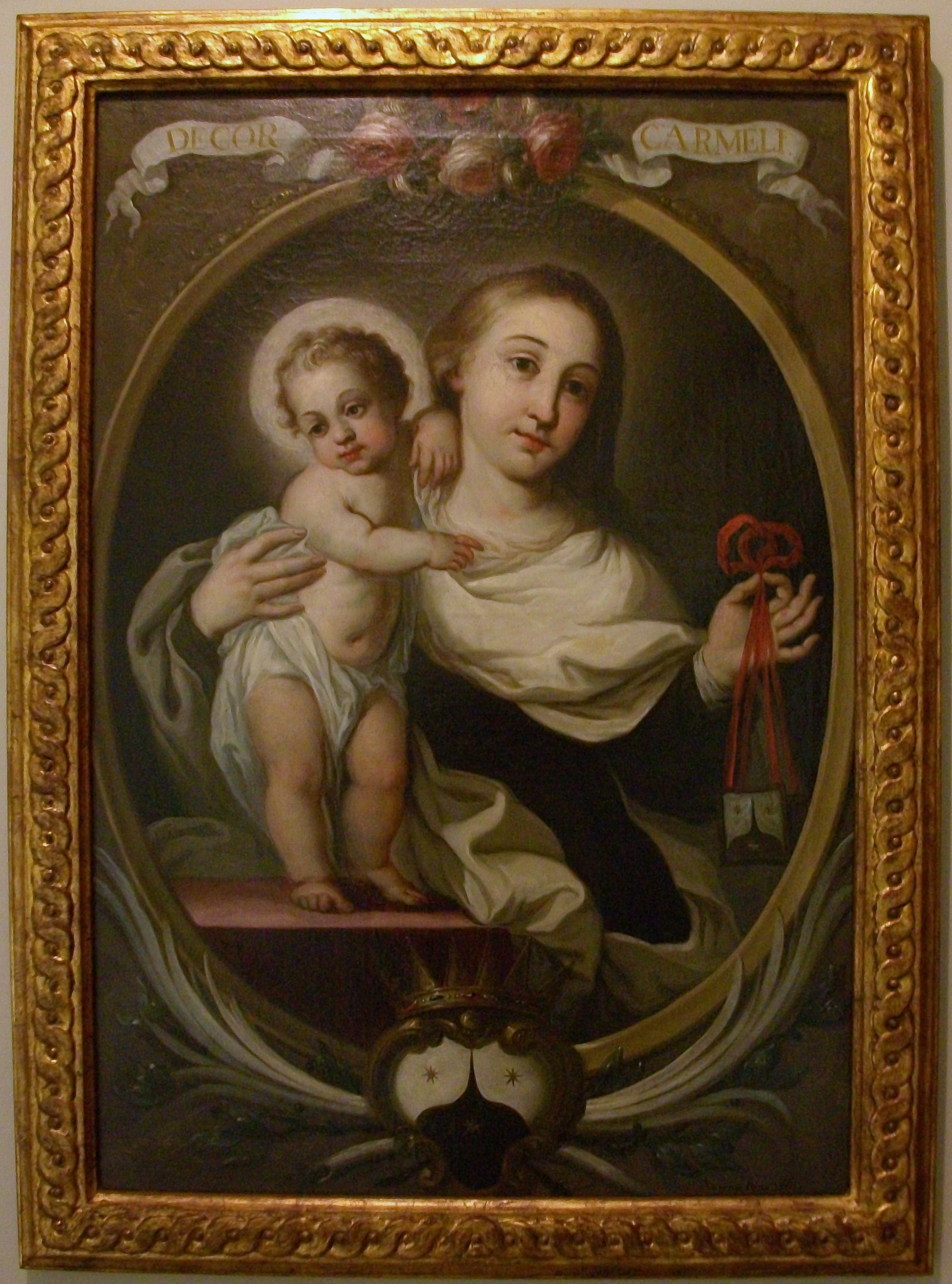
Mare de Déu del Carme, quadre de Ponz conservat al Museu de Belles Arts de València

Antoni Ponç i Piquer o Antonio Ponz Piquer (Begís, 28 de juny de 1725 - Madrid, 4 de desembre de 1792) va ser un pintor i escriptor il·lustrat valencià. L'any 1773 va ser elegit membre de la Reial Acadèmia de la Història i el 1776 de la Reial Acadèmia de Belles Arts de San Fernando de Madrid, de la qual va ser secretari i examinador de tots els projectes d'obres en temples espanyols. Des d'aquest càrrec, que va ocupar 14 anys, i ajudat pel seu amic Ventura Rodríguez va exercir una vertadera dictadura artística imposant l'estil neoclàssic. Va influir en la creació de la Reial Acadèmia de Belles Arts de Sant Carles, de València.

## Biografia
Va rebre una formació molt completa, humanística, artística i teològica, a Sogorb, la Universitat de València, Gandia, l'Escuela de las Tres Artes de Madrid, Roma i Nàpols, on va conèixer les recentment descobertes ruïnes de Pompeia. Va treballar en la recopilació d'obres i relíquies del monestir de l'Escorial, completant la seua galeria de retrats de savis espanyols, i copiant alguns quadres de mestres italians.
Va acomplir un famós viatge per Espanya que començà per comanda de Pedro Rodríguez de Campomanes per a inspeccionar els béns artístics a Andalusia que havien pertangut a la Companyia de Jesús acabada d'expulsar per Carles III (1767). El viatge va ser origen de la seua famosa obra Viage de España, o Cartas en que se da noticia de las cosas mas apreciables y dignas de saberse, que hay en ella, en què expressa la seua visió de múltiples aspectes de la realitat social, tot i que particularment s'ocupa de l'estat del patrimoni artístic, que descriu des d'un punt de vista fortament influenciat per la Il·lustració i el Neoclassicisme.

## Obres
- Viage de España, o Cartas en que se da noticia de las cosas mas apreciables y dignas de saberse, que hay en ella, 18 toms, el primer aparegut l'any 1772 i el darrer l'any 1794
- Viaje fuera de España (1785), 2 vols. (pels Països Baixos, Anglaterra, Holanda, Bèlgica i França)